# Cecha fonologiczna relewantna
Cecha fonologiczna relewantna (inaczej cecha odróżniająca, dystynktywna, kontrastywna lub istotna) – właściwość fonemu, której zmiana powoduje zmianę znaczenia wyrazów, w których ów fonem został użyty.
Zdolność odróżniająca cechy fonologicznej definiowana jest w odniesieniu do systemu fonologicznego danego języka, a w niektórych przypadkach także kontekstu, w jakim znajduje się fonem definiowany przez tę cechę.
W języku polskim cechą odróżniającą jest np. dźwięczność, por.:
/pas/ pas vs. /bas/ bas,
/rafa/ rafa vs. /rava/ Rawa.
Kontrast pomiędzy dźwięcznymi i bezdźwięcznymi fonemami zanika jednak np. przed pauzą (tzw. ubezdźwięcznienie):
/kot/ kot vs. /kot/ kod,
bądź przed bezdźwięczną spółgłoską:
/rafka/ rafka vs. /rafka/ Rawka.